# 8464 Polishook
8464 Polishook eller 1981 EF28 är en asteroid i huvudbältet som upptäcktes den 2 mars 1981 av den amerikanska astronomen Schelte J. Bus vid Siding Spring-observatoriet. Den är uppkallad efter astronomen David L. Polishook.
Asteroiden har en diameter på ungefär 6 kilometer.